# Gilia

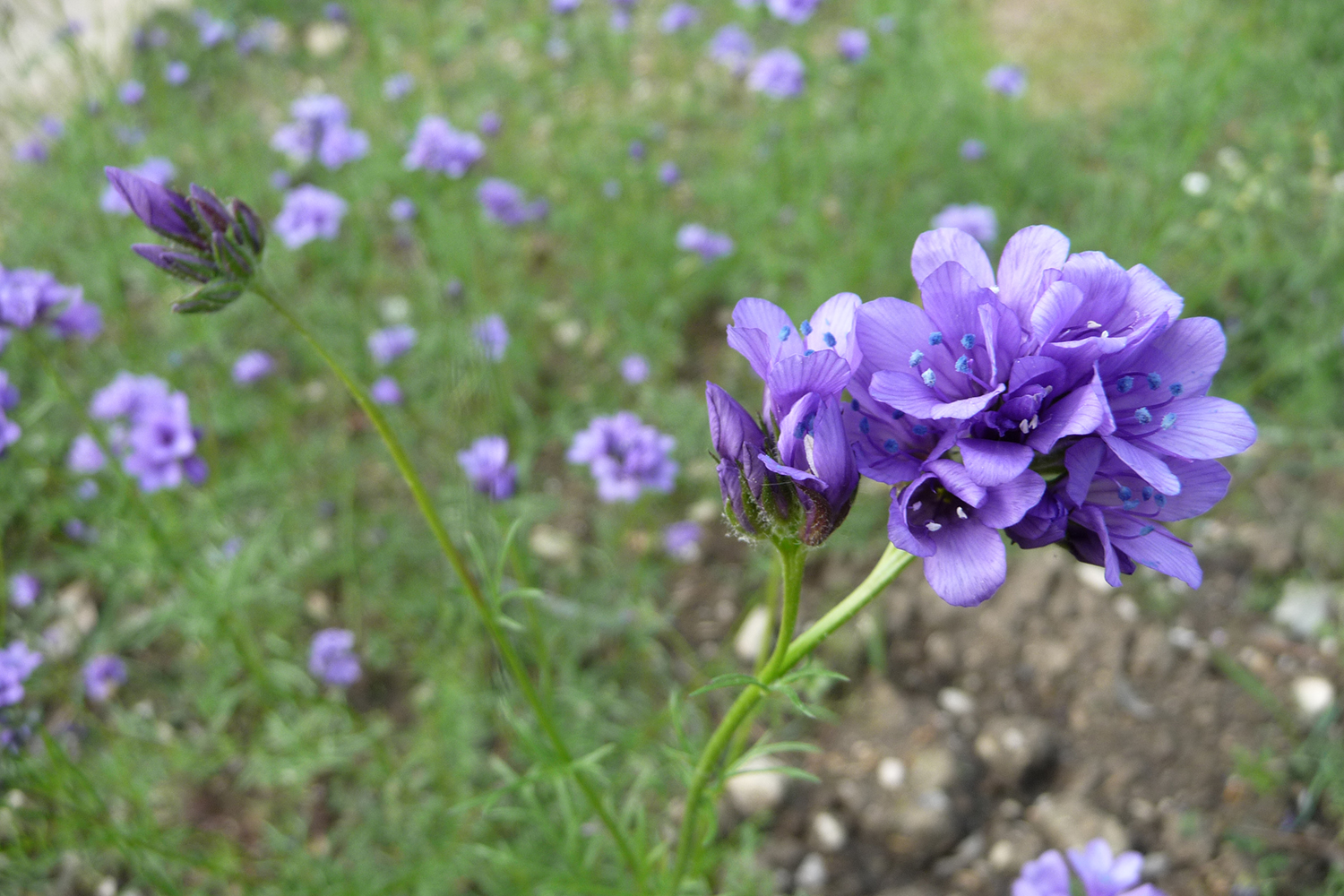
Kwiaty Gilia laciniata

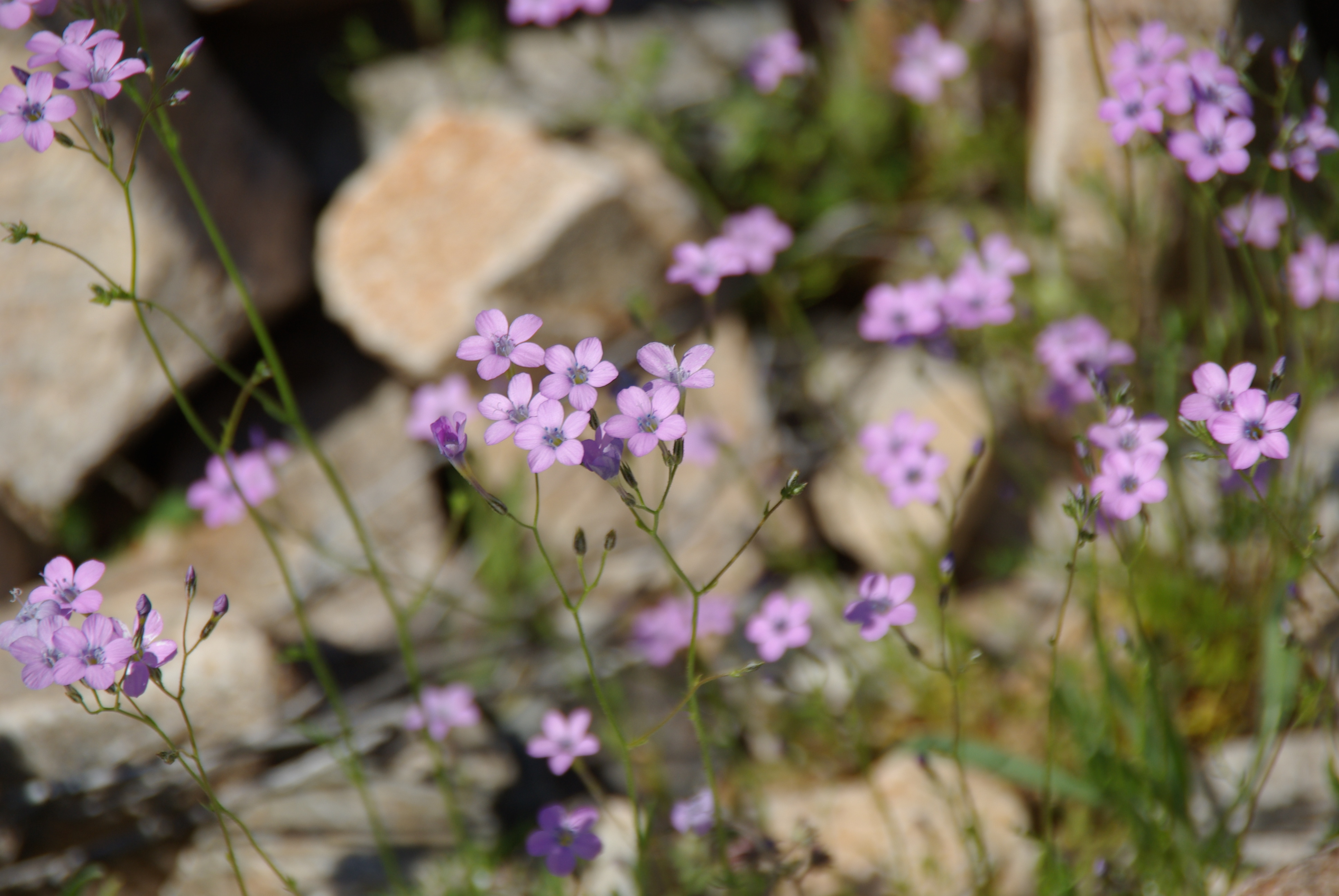
Gilia flavocincta

Gilia, zazierka (Gilia) – rodzaj roślin należący do rodziny wielosiłowatych (Polemoniaceae). Obejmuje 39 gatunków występujących na kontynentach amerykańskich, głównie w zachodniej części Ameryki Północnej (centrum zróżnicowania w Kalifornii) oraz w południowej części Ameryki Południowej (w Chile 8 gatunków). Rośliny te rosną w miejscach suchych, trawiastych i piaszczystych. Nazwa rodzajowa upamiętnia hiszpańskiego botanika z XVIII wieku – Filipe Gila. Kilka gatunków uprawianych jest jako rośliny ozdobne.

## Morfologia
PokrójRośliny jednoroczne osiągające 0,8 m wysokości, rzadziej karłowe byliny alpejskie.
LiścieSkrętoległe i zwykle niepodzielone, rzadziej pierzastodzielne.
KwiatyPięciokrotne, promieniste, często zebrane w główkowate kwiatostany. Działki kielicha u nasady zrośnięte, czasem działkami połączonymi w górnej części błoniasto. Płatki korony w dole zrosłe w krótką rurkę, w górze z zaokrąglonymi lub zaostrzonymi łatkami. Barwy niebieskiej, purpurowej, różowej, żółtej lub białej. Pręcików jest 5. Zalążnia górna, utworzona z 3 owocolistków z pojedynczą szyjką słupka, na szczycie rozdzieloną na trzy łatki.
OwoceTrójkomorowe, kulistawe torebki zawierające po kilka do wielu nasion w każdej z komór. Owoce otoczone są błoniastym, trwałym kielichem. Nasiona drobne, kulistawe.

## Systematyka
Rodzaj z podrodziny Polemonioideae z rodziny wielosiłowatych (Polemoniaceae)
Wykaz gatunków
- Gilia achilleifolia Benth. – gilia krwawnikolistna
- Gilia aliquanta A.G.Grant & V.E.Grant
- Gilia angelensis V.E.Grant
- Gilia austrooccidentalis (A.D.Grant & V.E.Grant) A.G.Grant & V.E.Grant
- Gilia brecciarum M.E.Jones
- Gilia cana (M.E.Jones) A.Heller
- Gilia capitata Sims
- Gilia clivorum (Jeps.) V.E.Grant
- Gilia clokeyi H.Mason
- Gilia crassifolia Benth.
- Gilia diegensis (Munz) A.G.Grant & V.E.Grant
- Gilia flavocincta A.Nelson
- Gilia inconspicua (Sm.) Sweet
- Gilia interior (H.Mason & A.D.Grant) A.D.Grant
- Gilia karenae Kass & S.L.Welsh
- Gilia laciniata Ruiz & Pav.
- Gilia latiflora (A.Gray) A.Gray
- Gilia latimeri (T.L.Weese & L.A.Johnson) V.E.Grant
- Gilia leptantha Parish
- Gilia lomensis V.E.Grant
- Gilia lyndana Allred
- Gilia malior Day & V.E.Grant
- Gilia mexicana A.G.Grant & V.E.Grant
- Gilia millefoliata Fisch. & C.A.Mey.
- Gilia minor A.G.Grant & V.E.Grant
- Gilia modocensis Eastw.
- Gilia nevinii A.Gray
- Gilia ochroleuca M.E.Jones
- Gilia ophthalmoides Brand
- Gilia salticola Eastw.
- Gilia scopulorum M.E.Jones
- Gilia sinuata Douglas ex Benth.
- Gilia stellata A.Heller
- Gilia tenuiflora Benth.
- Gilia transmontana (H.Mason & A.D.Grant) A.G.Grant & V.E.Grant
- Gilia tricolor Benth. – gilia trójbarwna
- Gilia tweedyi Rydb.
- Gilia valdiviensis Griseb.
- Gilia yorkii Shevock & A.G.Day